# Улрих II фон Бикенбах
Улрих II фон Бикенбах (на немски: Ulrich II von Bickenbach; † 4 юни 1461) е благородник от Бикенбах в Хесен, Германия, господар на Клингенберг на Майн.
Той е син на Конрад V фон Бикенбах († 4 октомври 1393) и втората му съпруга Маргарета фон Вайлнау († сл. 13 февруари 1390), дъщеря на граф Райнхард фон Вайлнау († 1333/1344) и Маргарета фон Залца († сл. 1365).
Сестра му Анна фон Бикенбах († 22 март 1415) е омъжена на 11/26 март 1398 г. за Йохан X Кемерер фон Вормс-Далберг († 1415).
Господарите фон Бикенбах построяват ок. 1235 г., през първата половина на 13 век, замък Бикенбах, днешният дворец Алсбах, над селото Алсбах, на ок. 2 km от Бикенбах. От там те могат да контролират частта си на пътя Бергщрасе, който води за Дармщат.
Улрих II фон Бикенбах умира на 4 юни 1461 г. и е погребан в Аморбах.

## Фамилия
Улрих II фон Бикенбах се жени за Елизабет Кемерер фон Вормс-Далберг († 1452), дъщеря на Дитер II Кемерер фон Вормс († 1398) и Гуда Ландшад фон Щайнах († 1403). Те имат една дъщеря:
- Юта фон Бикенбах († 1471), омъжена за Конрад фон Рамщайн († 1506), син на Хайнрих фон Рамщайн, губернатор на Раполтщайн († 1471) и Агнес фон Ефринген († сл. 1469)